# 河浪栄作
河浪 栄作（かわなみ えいさく）は、日本のアニメーター、アニメ演出家、アニメ監督。アニメーションDo所属。同社元取締役（2018年5月30日退任）。

## 参加作品

### テレビアニメ
- らき☆すた（2007）原画（前期OP、1話、3話、15話、21話）
- 日常（2011）絵コンテ・演出（21話）、演出補佐（4話、10話）
- 氷菓（2012）絵コンテ・演出（4話、11話）
- 中二病でも恋がしたい！（2012）絵コンテ（4話）、演出（1話、4話、11話）
- たまこまーけっと（2013）絵コンテ・演出（6話）
- Free!（2013）絵コンテ（2話、5話）、演出（2話、5話、12話）
- 境界の彼方（2013）絵コンテ・演出（9話）
- 中二病でも恋がしたい!戀（2014）絵コンテ・演出（3話、9話）
- Free! -Eternal Summer-（2014）絵コンテ・演出（4話、9話）、演出補佐（1話）
- 甘城ブリリアントパーク（2014）絵コンテ・演出（9話）
- 響け!ユーフォニアム（2015）絵コンテ・演出（6話）、演出（13話）
- 無彩限のファントム・ワールド（2016）絵コンテ・演出（7話）、演出補佐（5話）
- ヴァイオレット・エヴァーガーデン（2017年）絵コンテ（12話）
- Free!-Dive to the Future-（2018年）監督、演出（OP、1話）、絵コンテ（OP、ED、1話、3話）
- ツルネ -風舞高校弓道部-（2018年）絵コンテ・演出（9話）
- ツルネ -つながりの一射-（2023年）絵コンテ・演出（10話）

### 劇場アニメ
- たまこラブストーリー（2014年）演出
- 劇場版 境界の彼方 -I'LL BE HERE- 未来篇（2015年）演出
- 映画 ハイ☆スピード!-Free! Starting Days-（2015年）演出
- 劇場版 Free!-Timeless Medley-（2017年）監督、絵コンテ、演出
- 特別版 Free!-Take Your Marks-（2017年）監督、絵コンテ、演出
- 劇場版 Free!-Road to the World-夢（2019年）監督、絵コンテ、演出
- 劇場版 Free!-the Final Stroke-（2021、2022年）監督、構成・脚本、絵コンテ、演出、原画